# 保安局 (香港)
保安局（英語：Security Bureau）是香港特別行政區政府的決策局之一，主管香港公共秩序。統管公共安全、出入境、海關、監獄、消防、救護、禁毒及政府飛行服務等紀律部隊。職能類同於歐美的內政部或國土安全部以及中華人民共和國公安部。現任局長為鄧炳強。

## 歷史

### 港英時期
為應付第二次世界大戰爆發後日益緊張的東亞局勢，港英政府於1941年4月增設專責香港防務的部門，該部門當時名為防衛科，部門首長稱為防衛司，以統籌香港的軍事防禦及民防工作，當時香港政府轄下的香港義勇防衛軍及香港華人軍團，這兩支香港準軍事部隊也屬於防衛科的部門。首任部門首長是傅瑞憲，但該部門成立不久，日軍便於同年12月8日發動太平洋戰爭，並於開戰當日入侵香港觸發香港保衛戰，傅瑞憲於香港淪陷後被俘。傅瑞憲被關押於赤柱拘留營期間，他因為被日軍發現協助盟軍收集情報，於1943年10月遭日軍押解到聖士提反灣處決而犧牲。防衛科於二戰後得到保留，後來於1973年5月改稱為布政司署保安科，部門首長改稱為保安司。為響應香港主權移交前的本地化政策，首位華人保安司黎慶寧在1995年2月上任，接替退休的區士培（Alistair Peter Asprey）。

### 回歸至今
1997年7月1日香港主權移交，保安科改為現稱。主權移交後，由於政治環境轉變，黎慶寧在任一年後離任，職位由剛升任入境事務處處長不久的葉劉淑儀接替。葉劉淑儀上任後，因《基本法》23條立法事件爭議，在七一大遊行後申請辭職，保安局局長職務由時任廉政專員的李少光接任，他和葉劉淑儀一樣曾任入境事務處處長。李少光後接任的黎棟國也是曾任入境事務處處長。黎棟國後的李家超曾經擔任警務處副處長（管理），是首位警察出身的保安局局長。而現任局長鄧炳強曾經擔任警務處處長，是第二位警隊出身的保安局局長。

## 下設部門及公營機構
- 醫療輔助隊
- 民眾安全服務隊
- 禁毒常務委員會
- 懲教署
- 香港海關
- 香港消防處
- 政府飛行服務隊
- 香港警務處
- 入境事務處
- 禁毒處
- 獨立監察警方處理投訴委員會
- 截取通訊及監察事務專員秘書處

## 歷任首長
防衛司
1. 傅瑞憲（1941年）
2. 何禮文（1949年1月－1949年6月）
3. 閔烈（1949年6月－1950年6月）
4. 譚思安（1950年6月－1951年12月）
5. 戴麟趾（1951年12月－1952年2月，1955年4月－1956年2月）
6. 白嘉時（1952年2月－1953年9月）
7. 巴榔（1953年9月－1955年4月，1956年2月－1957年4月）
8. 陶雅禮（1957年－1960年10月）
9. 景韓（1960年10月－1960年11月）
10. 陸鼎堂（1960年11月－1961年12月）
11. 左敦（1961年12月－1966年12月）
12. 衛理欽（1966年11月－1967年2月）
13. 姬達（1967年2月－5月）
14. 衛理欽（1967年5月－1968年3月）
15. 陶雅禮（1968年4月－8月）
16. 黎保德（1968年8月－1969年2月）
17. 陶雅禮（1969年2月－1971年）

保安司
1. 羅以德（1973年6月－1974年3月）
2. 戴宏志（1974年3月－1982年10月）
3. 謝法新（1982年11月－1988年2月）
4. 班乃信（1988年2月－1990年2月）
5. 區士培（1990年2月－1995年2月）
6. 黎慶寧（1995年2月－1997年6月30日）

| 保安局局長 1. 黎慶寧（1997年7月1日－1998年7月31日） 2. 葉劉淑儀（1998年8月31日－2003年7月25日） 3. 李少光（2003年8月4日－2012年6月30日） 4. 黎棟國（2012年7月1日－2017年6月30日） 5. 李家超（2017年7月1日－2021年6月25日） 6. 鄧炳強（2021年6月25日－） | 保安局局長 1. 黎慶寧（1997年7月1日－1998年7月31日） 2. 葉劉淑儀（1998年8月31日－2003年7月25日） 3. 李少光（2003年8月4日－2012年6月30日） 4. 黎棟國（2012年7月1日－2017年6月30日） 5. 李家超（2017年7月1日－2021年6月25日） 6. 鄧炳強（2021年6月25日－） | 保安局副局長 1. 黎棟國（2009年11月1日－2012年6月30日） 2. 李家超（2012年10月1日－2017年6月30日） 3. 區志光（2017年8月2日－2022年6月30日） 4. 卓孝業（2022年7月25日－） |

保安局常任秘書長
1. 湯顯明（署理，2002年7月1日－2003年9月）
2. 應耀康（2003年10月－2007年10月）
3. 張琼瑤（2007年10月31日－2012年7月24日）
4. 羅智光（2012年7月25日－2017年6月30日）
5. 黎陳芷娟（2017年7月5日－2019年10月20日）
6. 葉文娟（2019年10月21日－2022年6月30日）
7. 李百全（2022年7月1日－）

## 歷任局長政治助理
1. 盧奕基（2008年6月2日－2012年6月30日）
2. 劉富生（2012年11月5日－2017年6月30日、2017年8月2日－2022年6月30日）
3. 梁溯庭（2022年7月25日－）

## 爭議事件
保安局高官出席涉性侵晚宴事件是一宗發生於2021年3月香港政府多位高級官員在2019冠狀病毒病第四波疫情期間接受中國財團高層豪華款待，並牽涉強姦案及違反防疫限聚令的案件。當晚，香港保安局副局長區志光、香港入境事務處處長區嘉宏及香港海關關長鄧以海，這三位專責保安事務的首長級人員接受恒大集團管理層的邀請，在灣仔灣景中心的私人會所「吉祥薈」內的高級中餐館「隨緣匯」出席晚宴。然而，當晚飯局約有9人同桌，不但違反當時食肆不得超過4人同桌的限聚令，其中一名列席者更涉嫌強姦一名女子而被拘捕及起訴。案發後，香港特區政府未有公佈三名首長級官員集體違反防疫限聚措施，而香港警方亦沒有披露該宗強姦案，直至同年7月8日遭香港傳媒揭發，隨即引起社會大眾對官員操守及貪污的關注，並質疑高官及高級公務員出席這類宴會不但干犯公職人員行為失當，這次飯局也因為涉及強姦案而有妨礙司法公正的嫌疑，對社會廉潔造成衝擊，香港特區政府對事件的處理手法亦被指袒護涉案官員及欠缺公允，並引發更多爭議。

## 外部連結
- 香港特別行政區政府 保安局
- 保安局的Facebook專頁

| 新頭銜                  | 英屬香港防衛科 | 繼任： · 英屬香港保安科 |
| 前任： · 英屬香港防衛科 | 英屬香港保安科 | 繼任： · 香港保安局     |
| 前任： · 英屬香港保安科 | 香港保安局     | 現任                    |